# Oumar Ibrahima Touré
Pour les articles homonymes, voir Touré.
Oumar Ibrahima Touré est un homme politique malien, né le 17 juillet 1957 à Goundam (Mali). Il est devenu le Président du parti politique malien: Alliance pour la République (APR) à l’issue du premier Congrès ordinaire des 24 et 25 janvier 2015.

## Biographie

### Jeunesse et formation
Après l’école fondamentale, Oumar Ibrahima Touré étudie au lycée franco-arabe de Tombouctou où il obtient un bac dans la série philosophie-langues. Il étudie ensuite à l'École normale supérieure de Bamako où il obtient une maîtrise en histoire-géographie.

### Carrière professionnelle
Oumar Ibrahima Touré exerce le métier de professeur d’histoire et de géographie à l’École normale secondaire de Badalabougou et de San entre 1984 et 1991. Il est responsable du comité d’animation pédagogique d’histoire et de géographie de l’École normale secondaire rurale de San entre 1987 et 1991.
Par arrêté numéro 99/1424 MEFPT- DNFPP- D4 -3 du 27 juillet 1999 portant changement de Corps, Oumar Ibrahima Touré devient administrateur civil de l’État du Mali. 
Il exerce entre 1992 et 2002 comme le chef de la Division actions d'urgence et réhabilitation des zones à risque. 

### Carrière politique
En octobre 2002, il est nommé ministre délégué auprès du ministre de l'Agriculture, de l'Élevage et de la Pêche, chargé de la Sécurité Alimentaire dans le gouvernement de Ahmed Mohamed ag Hamani. En mai 2004, il devient ministre de l’Elevage et de la Pêche dans le gouvernement d'Ousmane Issoufi Maïga.
Le 3 octobre 2007, il est nommé ministre de la santé dans le gouvernement de Modibo Sidibé. Il est reconduit dans ses fonctions lors du remaniement du 9 avril 2009.
Militant à l'Adéma-Pasj, il rejoint ensuite l'Union pour la république et la démocratie (URD) où il exerce depuis 2003 le poste de deuxième vice-président.
Le  5 décembre 2010 Oumar Ibrahim Touré, a démissionné de ses fonctions "afin de se mettre à la disposition de la mission d'enquête concernant le détournement de fonds mondial pour la lutte contre le paludisme et le Sida au Mali".
Cette démission a été confirmée à la présidence de la République où l'on précise que l'intérim de M. Touré sera assuré par le ministre des maliens de l'Extérieur et de l'Intégration, Alou Badara Macalou.
Les détournements découverts par l'inspection générale du fonds mondial de lutte contre le sida, portent sur plusieurs milliards[Quoi ?], selon des sources judiciaires.
La session de la cour d’assises de la cour d’appel de Bamako du 10 décembre 2012 a blanchi l’ex ministre de la Santé Oumar Ibrahima Touré et plusieurs autres accusés dans le dossier de détournement de fonds du Fonds Mondial de lutte contre le Sida. Le procureur général Daniel A. Tessougué a en effet pendant plus de 30 minutes disséqué le dossier. Et c’est en effet le procureur général qui a qualifié l’affaire de « gâchis » et requis le non lieu pour Oumar Ibrahima Touré.